# 久多
久多（くた）は京都府京都市左京区の最北端に位置する地区名である。本項では同地域にかつて存在した愛宕郡久多村（くたむら）についても述べる。
川合町（かわいちょう）・下の町（しものちょう）・宮の町（みやのちょう）・中の町（なかのちょう）・上の町（かみのちょう）の五つの集落から成る。茅葺屋根の民家が残る地域であるが、近年過疎化が進んでいる。

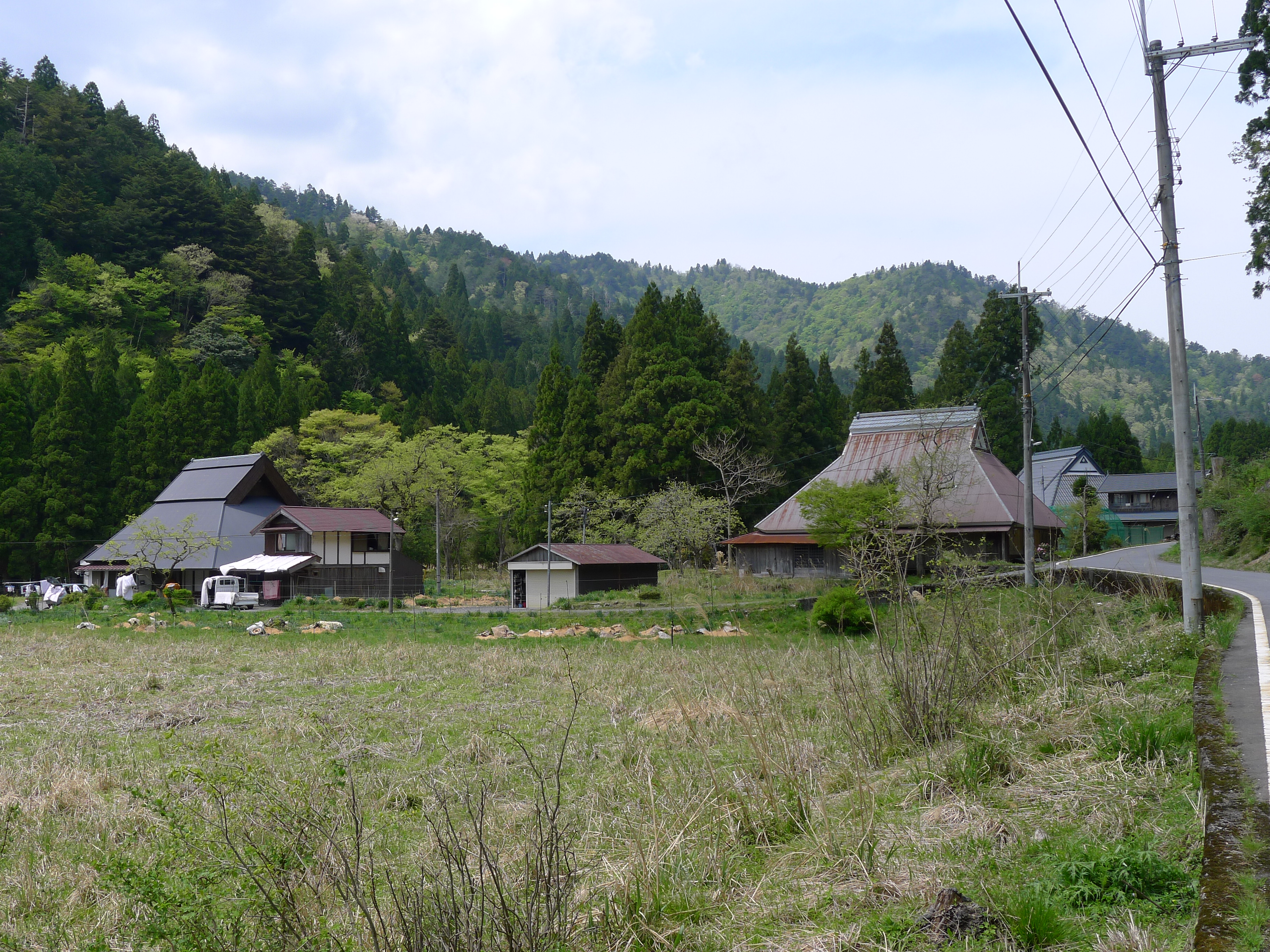
中の町

## 自然
経度緯度はおよそ北緯35度26分、東経135度87分。標高800〜900メートルの山々に囲まれた集落で、夏は冷涼な気候であるのに対して冬は寒さが厳しく豪雪でもある。
- 久多川:安曇川水系。上流の滝谷には「一の瀧」「馬尾の瀧」と呼ばれる滝がある。
- 三国岳:滋賀県高島市、京都府南丹市との境に所在する山。山名は近江国、丹波国、山城国の境を分けることに由来する。標高959.0メートル。
- 経ヶ岳:滋賀県高島市との境に所在する山。標高889メートル。
- 鎌倉山:滋賀県大津市との境に所在する山。標高950.5メートル。
- 八丁平:最高峰の峰床山は標高970.0メートル。近畿地方では珍しい高層湿原。
- 久多の大杉:大川神社に立つ、樹高約40メートル、幹周約6.6メートルの大木。1987年5月1日、京都市の天然記念物として指定。
- 川合町の滋賀県境付近では、気候等の条件が良ければごくまれに富士山山頂が僅かに見えることから、京都府は富士山が見える都府県に数えられている。

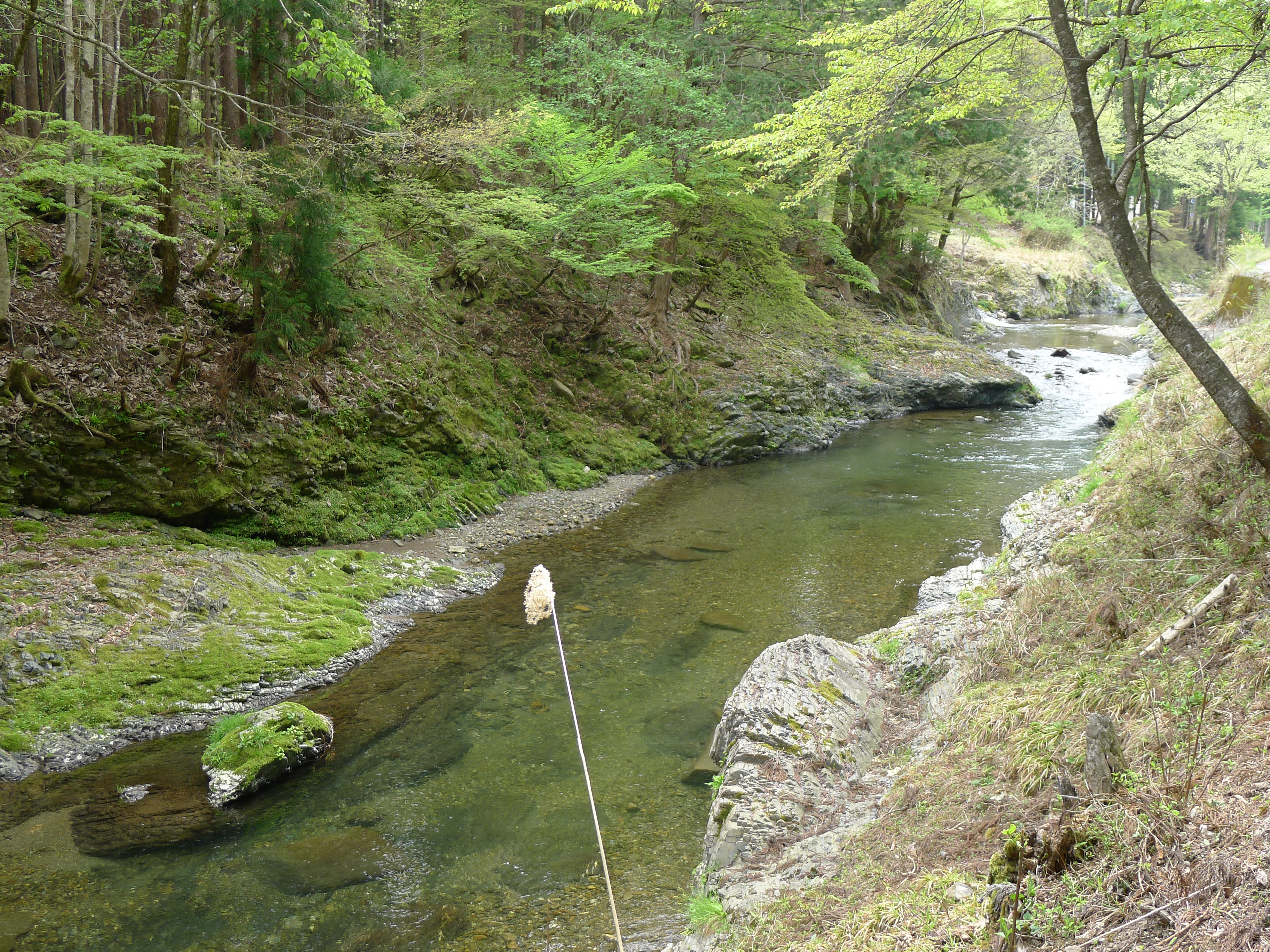
久多川の清流
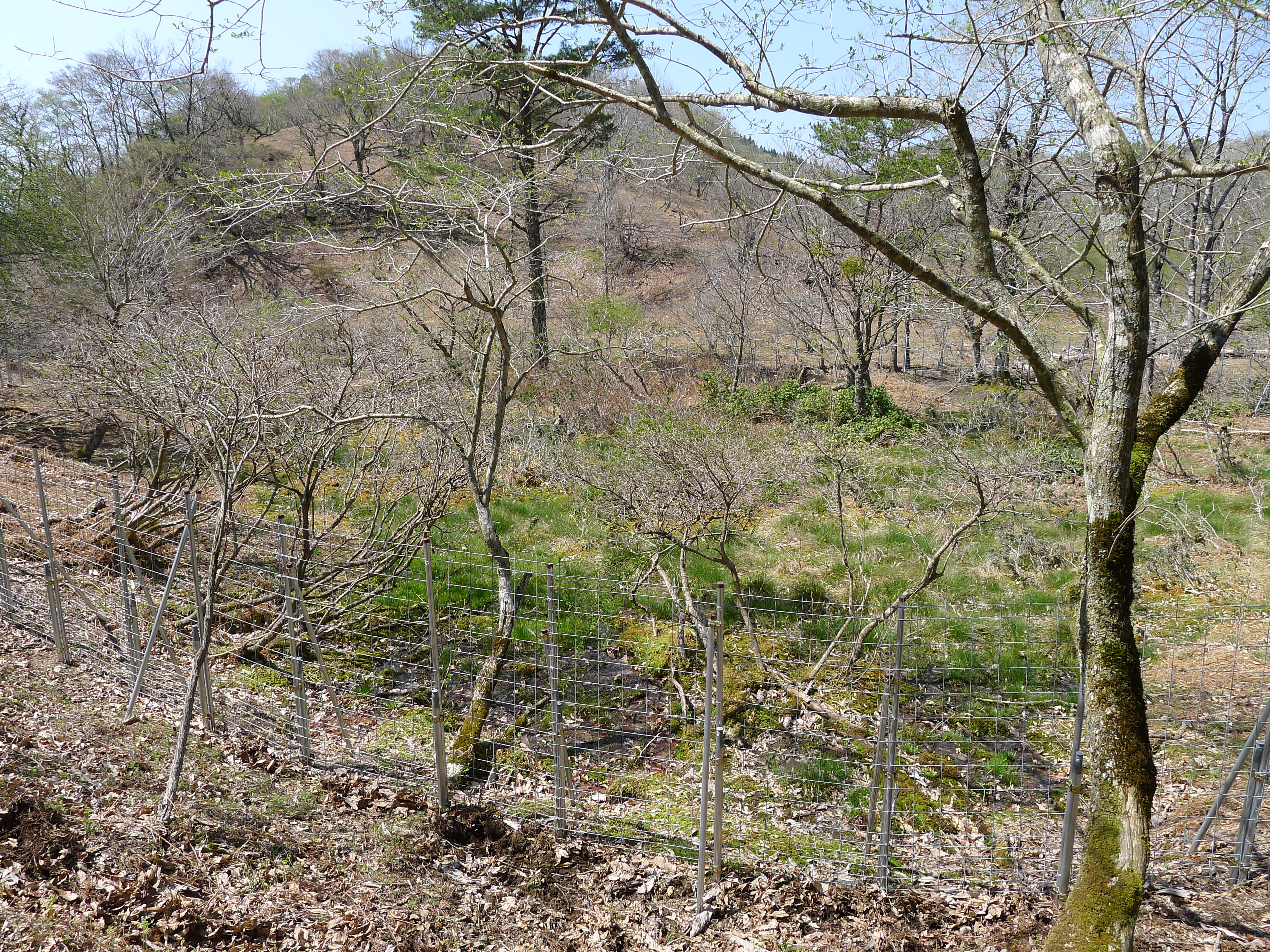
八丁平の湿原
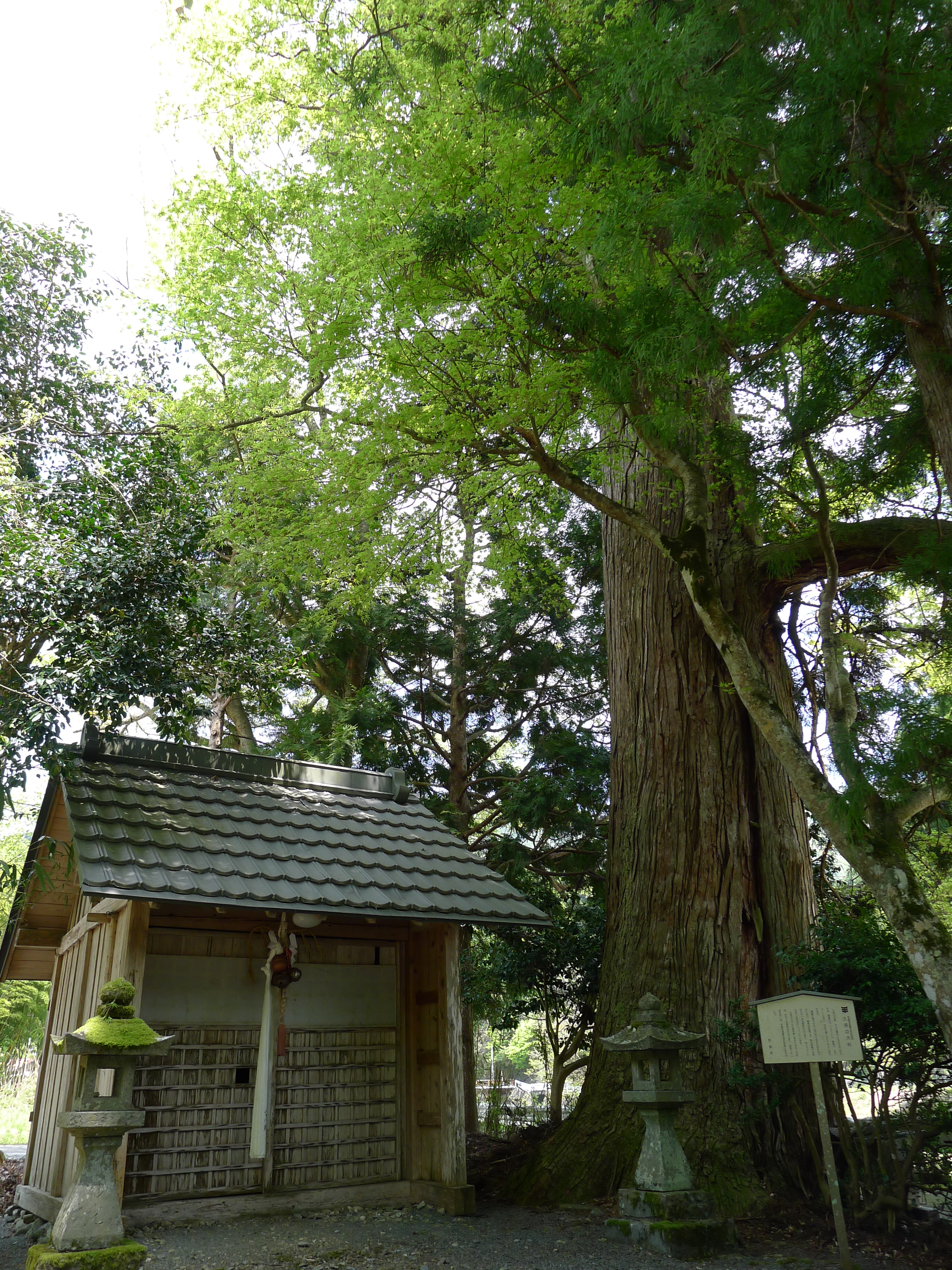
大川神社の大杉

## 歴史
- 平安時代以前から木材の供給地として開かれていた。一説によると平家の落人が逃れてきたとも言われている。
- 江戸時代には近江朽木藩所領となる。
- 明治には京都府の管轄となる。旧愛宕郡久多村。
- 1949年4月1日に京都市左京区に編入される。

## 産業
従来はスギを中心とする天然木の供給や炭の生産によって生計を立てていたが、高度経済成長期に外材の輸入量が増加したことにより、林業中心の産業形態は変容を迫られた。農作物として甘藷の栽培や山菜加工が開始される一方、キャンプ場などのアウトドア施設が作られた。

## 伝統行事
久多には花笠踊をはじめとする様々な伝統行事が残っており、国や京都市の文化財として指定・登録などをされているものも多い。

### 花笠踊
花笠踊（はながさおどり）は思古渕社（志古淵神社）への豊作祈願・五穀豊穣の成就に感謝し、毎年8月24日に踊られる。室町時代に京で流行した風流踊の流れを汲み、地域的特色の見られる重要なものとして、「久多の花笠踊」は1972年8月5日に国の選択無形民俗文化財に選択され、1997年（平成9年）12月15日には国の重要無形民俗文化財に指定された。
- かつては、8月16日に花笠を用いない小踊りが、8月24日に花笠踊りが行われていた。
- 花笠踊の特徴は美しい造花を飾った花笠と呼ばれる風流灯籠を用いることである。花笠は久多の男衆によって毎年新しく作られ、造花の種類は、ダリア、牡丹、菊、バラ、朝顔、あやめなど約50種類ほどあり、材料は主に和紙を用いる。

### 松上げ
宮の町の松上げは愛宕山への献火行事で、久多では「チャチャンコ」と呼ばれる。毎年8月23日の夜に行われる。松で作られた「柱松」と呼ばれる高さ約10メートルの塔状のものが設置され、その頂上に付けられた逆円錐形の傘めがけ手松明を投げ上げる祭である。1984年6月1日、「久多宮の町松上げ」が京都市の無形民俗文化財として登録された。

### 山の神・お弓
毎年1月3日に志古淵神社で行われる山の神信仰の祭事。「エビ」と呼ばれる特殊な履物を履いた神社の氏子が弓を引く。1998年4月1日に「久多の山の神・お弓」が京都市の無形民俗文化財として登録された。

### 川地蔵
地蔵盆の行事。毎年8月14日の夕方、久多川に川原の小石と砂で地蔵を六体つくり霊を迎える。翌15日朝に米・ナス・ダンゴ・シキビ・盆花・菓子・線香を供え、鉦を鳴らして十三仏念仏を唱えお参りする。

## 郵便番号・電話番号
郵便番号は京都府道110号久多広河原線が冬季閉鎖されて花脊峠方面から久多に進入できないという制約のため滋賀県大津市の堅田郵便局が集配を行っている。そのため久多の各町は滋賀県で使われる郵便番号の上2桁「52」を付して次の通りになっている。
520-0461（川合町）・520-0462（下の町）・520-0463（宮の町）・520-0464（中の町）・520-0465(上の町）。
市外局番は市内の他地域と同様「075」、市内局番は「748」局になっている。
一般的な携帯電話は各社とも全域にわたり長年圏外であったが、近年FOMAプラスエリアでカバーされ利用可能になった。
ISDNは使用可能だが、ADSLや光ファイバ通信網といった今日的な通信サービスは一切提供されていない。

## 交通

### 道路
- 京都府道110号久多広河原線
- 滋賀県道・京都府道781号麻生古屋梅ノ木線

### 市内からのアクセス
バス
京阪出町柳駅より京都バス32番花背線（1日3便）の能見口下車、北東へ徒歩約3時間（約11キロメートル）。
京阪出町柳駅より京都バス10番比良線（1日1便）、またはJR湖西線堅田駅より江若バス51系統堅田葛川線（土休日1便）の葛川梅ノ木下車、西へ徒歩約2時間（約7キロメートル）。※京都バス,江若バス便は3月16日〜12月15日の土曜・休日および8月14･15･16日のみ運行
葛川梅ノ木にて高島市営バス針畑線（1日5便）に乗り継ぎ、自由乗降区間の久多川合町（京都府道110号との分岐点）下車の場合は久多出張所まで徒歩45分（約3キロメートル）。
高島市営バス針畑線は湖西線安曇川駅より江若バス220番朽木線（概ね1時間に1便）に乗車し、朽木支所前にて乗り継ぐことでも利用できる。
上記の通り便数が極めて少なく、またバス停留所からも遠いため、公共交通機関の利用は不可能ではないが困難と考えられる。
車
大原経由では、堀川北山から国道367号線を通り、約1時間程度。一部滋賀県を経由する。
鞍馬経由では、堀川北山から国道477号線を通り、約1時間半程度。冬期は積雪状況によって広河原能見町から久多宮の町の間は通行止めとなる場合がある。

## 施設・建造物

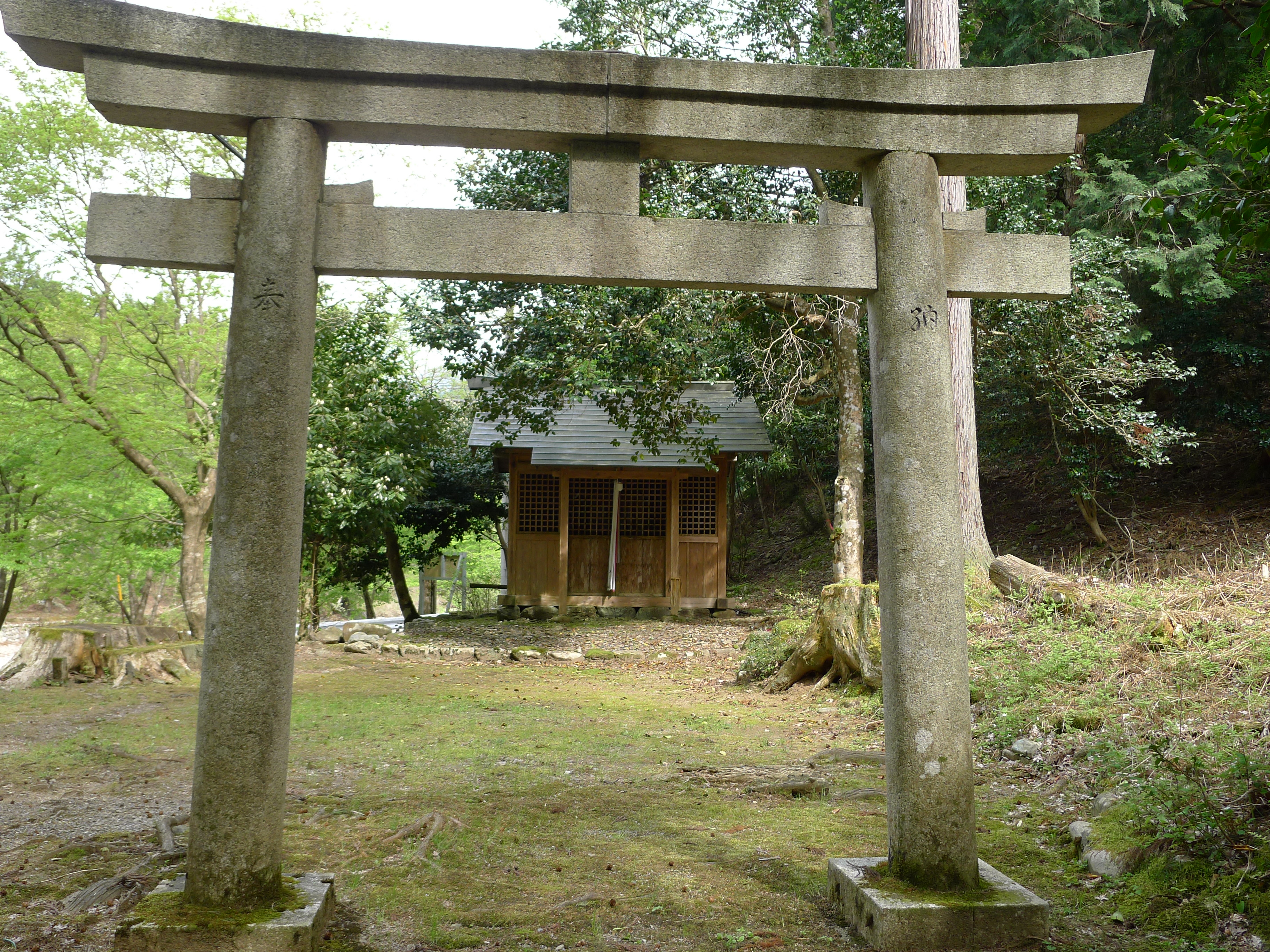
山の神神社

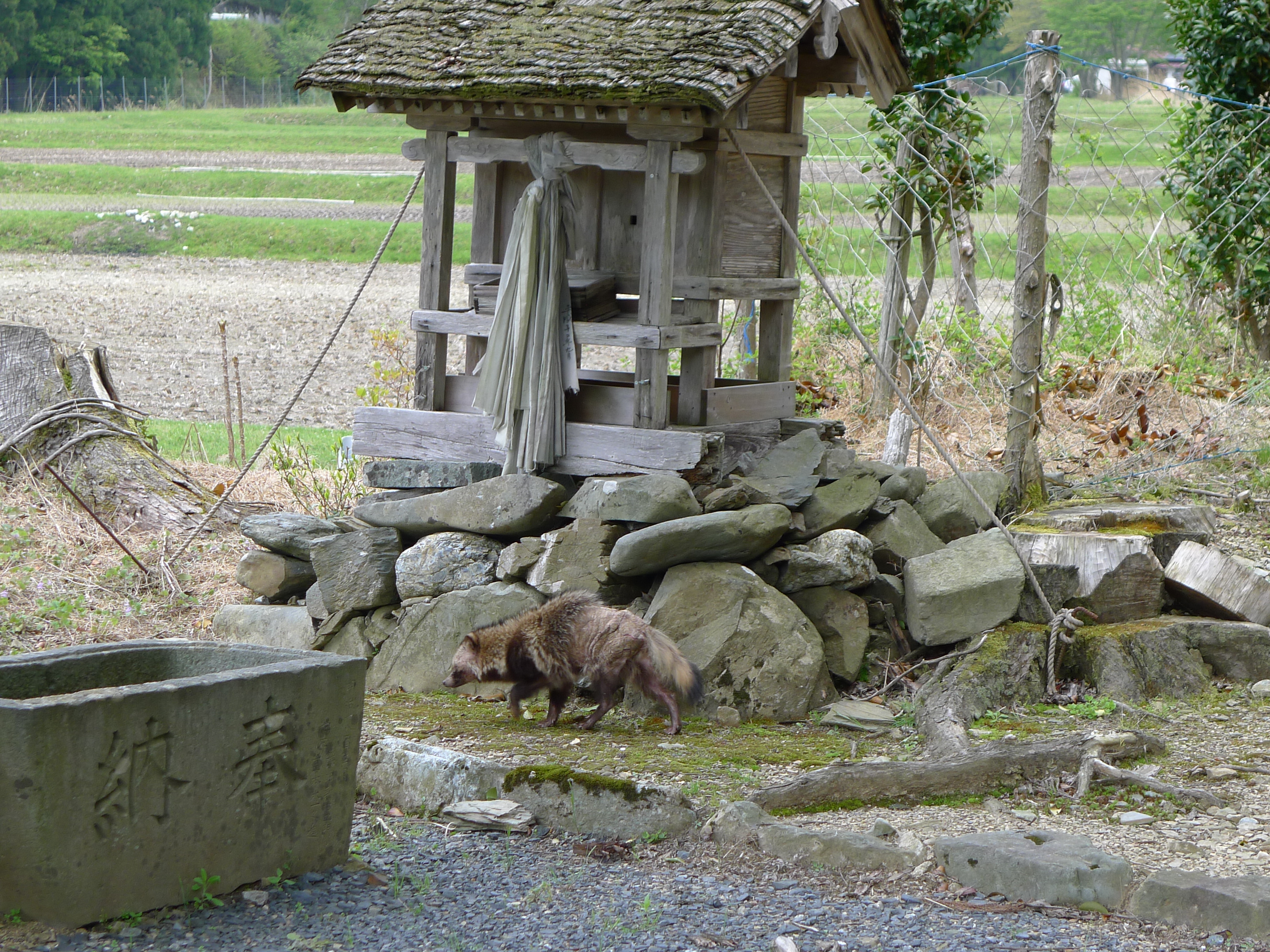
上の宮神社の狸

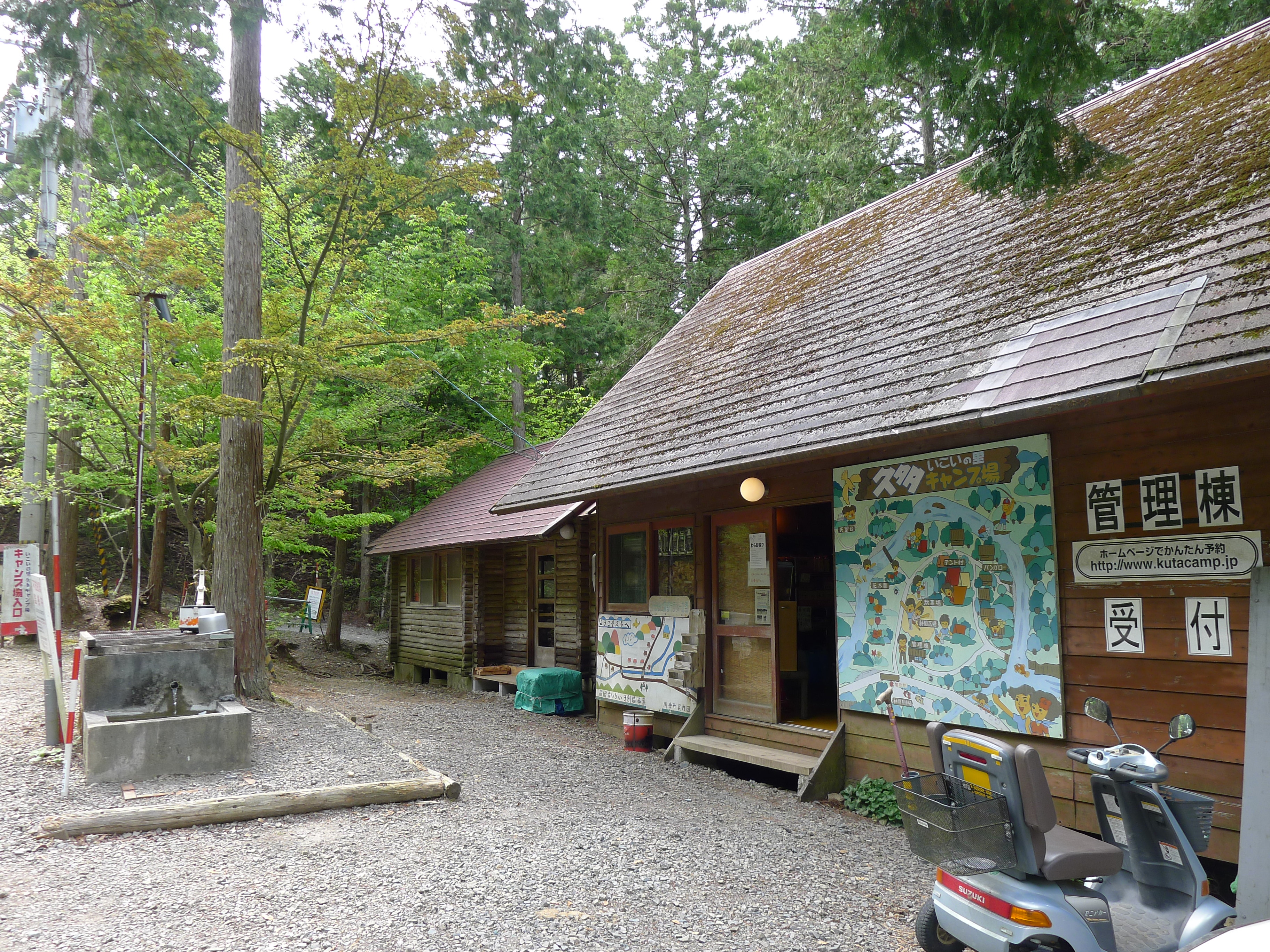
久多キャンプ場

- 久多漁業協同組合
- 久多自然活用村大黒谷キャンプ場
- いこいの里久多キャンプ場
- 久多の里オートキャンプ場
- 久多いきいきセンター
- 自然環境活用センター
- 久多簡易郵便局
- 左京区役所久多出張所
- ミラージュ久多（別荘地）
- 上の宮神社 中の町
- 山の神神社 川合町
- 徳恩寺〔曹洞宗〕 上の町
- 観音堂（普門閣） 中の町
- 自性寺〔曹洞宗〕 下の町
- 龍宝寺〔曹洞宗〕 宮の町
- 玉泉寺〔曹洞宗〕 宮の町
- 思古渕社

久多の産土（うぶすな）神であり安曇川沿い一円の地主神を祀る神社。延暦12年（793年）建立。文安2年（1445年）修築、寛文12年（1672年）に再建。1984年6月1日、「志古淵神社本殿 1棟 附 棟札 2枚」が京都市指定有形文化財に指定され、同時に「志古淵神社文化財環境保全地区」（1,246㎡）が京都市の文化財環境保全地区に決定された。
- 京都府立大学久多演習林